# Poza Rica de Hidalgo (municipalité)
La  municipalité de Poza Rica de Hidalgo est l'une des 212 municipalités de l'État de Veracruz, et est située dans la partie nord de cet État. Située dans la plaine côtière du golfe du Mexique, elle appartient au bassin versant du fleuve Río Cazones. Son chef-lieu est la ville éponyme de Poza Rica de Hidalgo. Elle fait partie de la "Zona metropolitana de Poza Rica", aire urbaine qui regroupe autour de la ville de Poza Rica de Hidalgo les municipalités faisant partie de sa sphère d'influence. Elle dépend également de la région administrative de Totonaca, du nom du peuple des Totonaques qui y habite, et est une des 10 subdivisions administratives de l'État de Veracruz.

## Géographie
La municipalité de Poza Rica de Hidalgo s'étend en rive orientale du fleuve Río Cazones, qui forme sa limite à l'ouest, tandis que la rivière Troncones prolonge cette limite vers le sud. Établie dans la plaine côtière du golfe du Mexique, son altitude oscille entre 40 et 200 mètres. Son chef-lieu, la ville éponyme de Poza Rica de Hidalgo, occupe une grande partie de son territoire. Ce territoire couvre une superficie de 64 km2, et était peuplé en 2020 de 189 457 habitants, pour une densité de 2962,6 habitants par km2.
Cette municipalité fait partie de la Zona metropolitana de Poza Rica (es), regroupant les municipalités de Cazones de Herrera, Coatzintla, Papantla, Poza Rica de Hidalgo et Tihuatlán, pour une population totale de 548 859 habitants.
Elle est limitrophe à l'ouest de celle de Tihuatlán, au sud de celle de Coatzintla, et à l'est de celle de Papantla.

## Composition et démographie
La municipalité était composée en 2020 de 27 localités, dont 2 étaient considérées comme urbaines, les autres étant considérées comme rurales, malgré des situations de conurbation.
| Texte de l’en-tête   | Texte de l’en-tête |
| -------------------- | ------------------ |
| Poza Rica de Hidalgo | 180 057            |
| Arroyo del Maíz Uno  | 4975               |
| El Mollejon          | 1380               |
| Escolín de Olarte    | 1134               |
| Cerro del Mesón      | 621                |
| Reste des localités  | 1290               |
| Total population     | 189 457            |

En plus de l'espagnol, plusieurs langues amérindiennes sont parlées dans la municipalité, dont les principales sont par ordre d'importance : le totonaque, dans une moindre mesure le nahuatl, les autres langues étant très marginales.

## Histoire

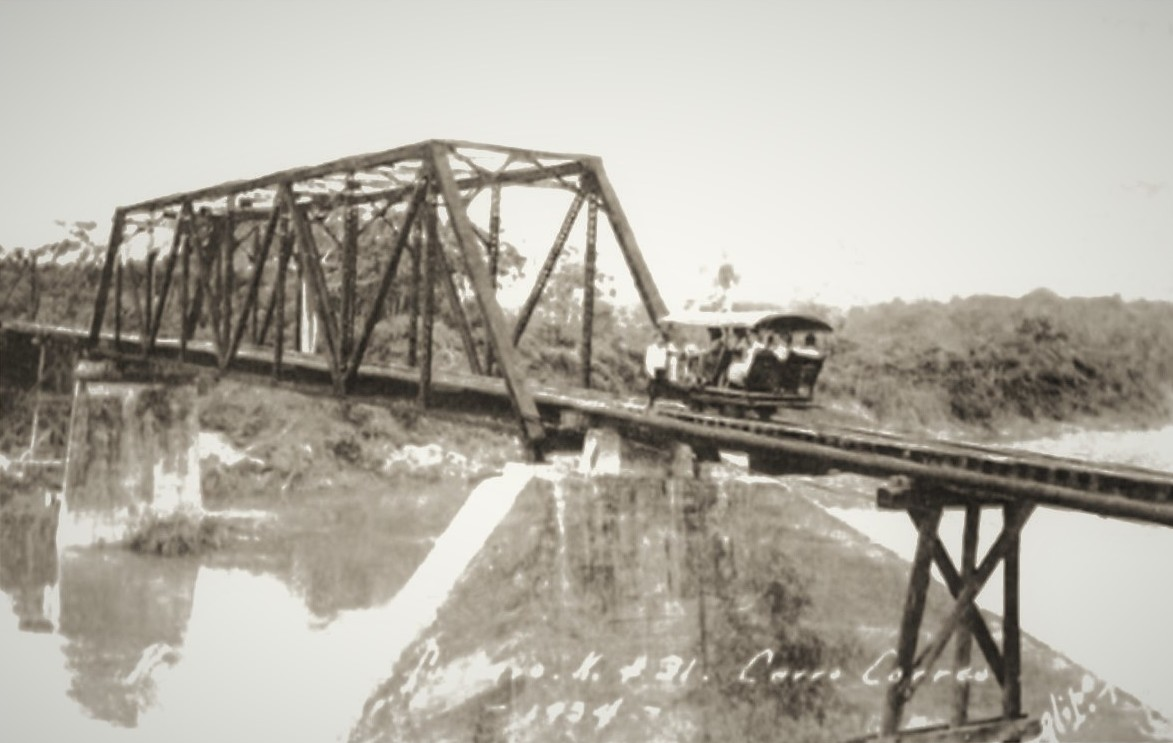
Franchissement du Rio Cazones par le Ferrocarril Corbos-Furbero en 1934

Le peuplement de la ville commence en 1872, lorsque des communautés totonaques s'établissent sur les rives du ruisseau Mollejón, dans une zone de marais riche en poissons, située dans la partie nord de la ville actuelle. Elle connaît une première phase d'urbanisation en 1905, lorsque la ligne de chemin de fer "Cobos a Furbero" la dessert par une station nommée Kilómetro 56. Cette urbanisation se poursuit à partir de 1928, avec le forage du premier puits de pétrole.
En 1935, la ranchería de Poza Rica est élevée au rang de "congregaciones". Elle dépend alors de la municipalité de Coatzintla. Ce n'est qu'en 1951 que sera créée la municipalité de Poza Rica de Hidalgo, qui prend alors son autonomie.

## Économie

### Agriculture et élevage
En 2021, aucune parcelle semée n'est recensée sur le territoire de la municipalité.
En 2021, la production de viande par tonnes ne comprend que 11 tonnes de viande bovine. La superficie vouée à l'élevage ne représentait alors que 6 hectares.

### Industrie pétrolière
L'économie de la ville repose essentiellement sur l'industrie pétrolière. Si à partir des années 40, l'extraction de pétrole dans les champs pétrolifères environnants était si importante que Poza Rica était surnommée "capitale pétrolière du Mexique", la production sur place a aujourd'hui considérablement diminué. De ce passé prospère, la ville conserve surtout désormais le siège de Pemex (Petróleos Mexicanos) des services "production et exploration", pour la région nord.
La compagnie Pemex y possède un terminal de distribution du gaz liquéfié, nommé "Complejo Procesador de Gas Poza Rica",.
Elle y possède aussi le Complejo Petroquimico Escolin, site qui était en reconversion en 2021, avec à l'étude une orientation vers la production d'engrais. Ce site industriel, localisé dans la partie sud de la municipalité de Poza Rica de Hidalgo, s'étend également sur la municipalité voisine de Coatzintla.